# Greenbushes
Greenbushes – miasto w Australii, w stanie Australia Zachodnia, w regionie South West, w hrabstwie Bridgetown-Greenbushes. Według Australijskiego Biura Statystycznego w 2016 roku miejscowość liczyła 362 mieszkańców.

## Demografia
Populację Greenbushes stanowi 36,2% Australijczyków, 32,9% Anglików, 5% Szkotów, 8,5% Irlandczyków i 4,2% Włochów.